# Mila 23
Mila 23 is een (toeristisch) vissersdorp in Roemenië gelegen in de Donaudelta op 53 km van Tulcea.
Als je de Brațul Sulina volgt (waar Mila 23 aan zit), kom je uit in de Zwarte Zee bij het dorpje Sulina.
Mila 23 is een typisch Lipoveni-dorpje en is enkel per boot bereikbaar.

## Geboren
- Ivan Patzaichin (1949-2021), kanovaarder